# Emisivita

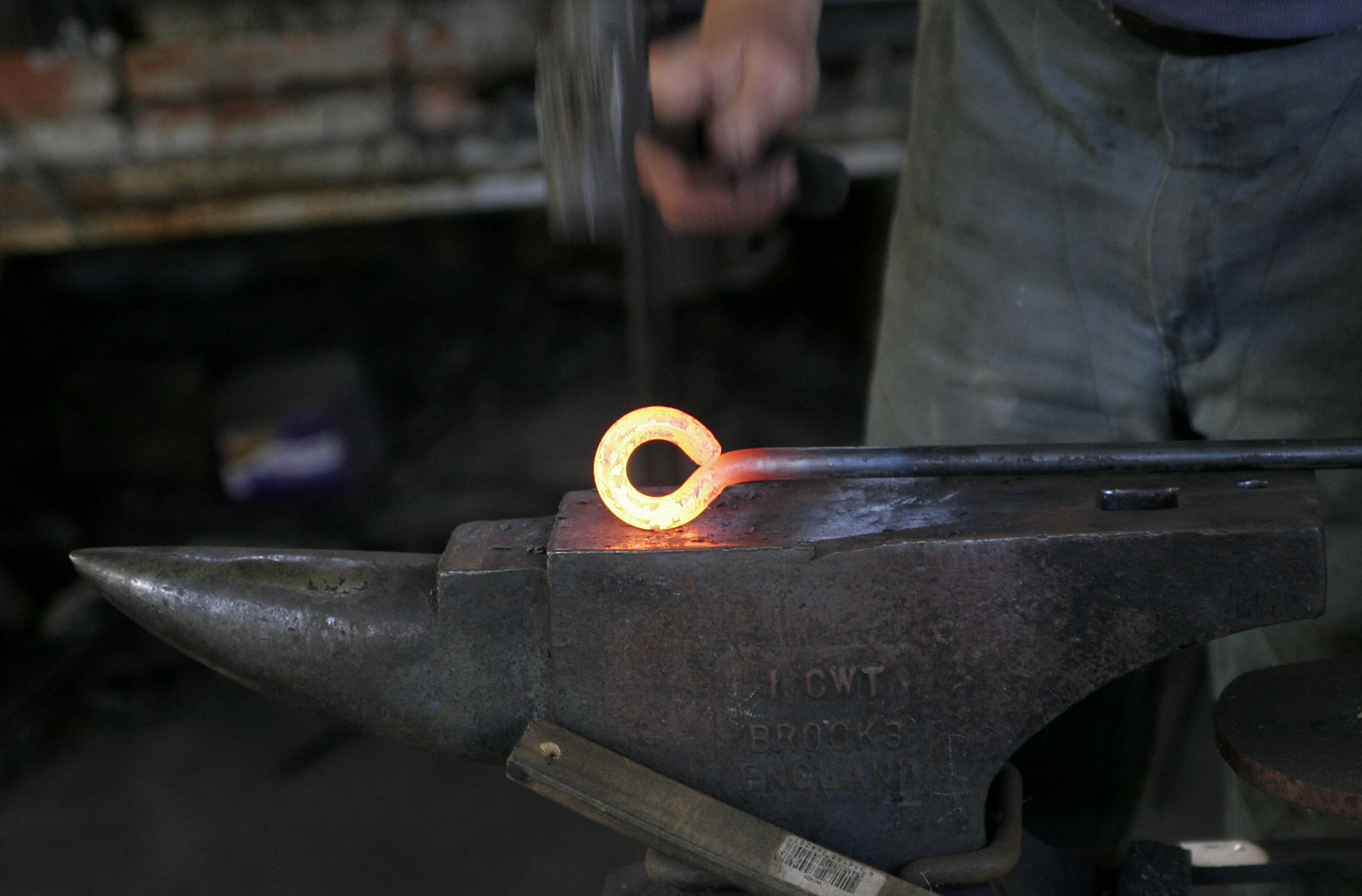
Příklad emisivity (rozžhavené železo)

Emisivita je definovaná jako poměr intenzity vyzařování reálného tělesa HE k intenzitě vyzařování absolutně černého tělesa HEO se stejnou teplotou. Emisivita tak určuje schopnost tělesa vyzařovat teplo. Je to bezrozměrná veličina.
Emisivita obecně pro daný povrch není konstantní, ale je funkcí řady parametrů, např.:
- úhlu odklonu od normály povrchu,
- teplotě objektu,
- vlnové délce
- barvě povrchu
- struktuře povrchu
- apod.

Tělesa, pro něž můžeme (z praktického hlediska) emisivitu považovat za nezávislou na frekvenci nazýváme šedé zářiče. U tzv. selektivních zářičů uvažujeme, že emisivita je funkcí frekvence.

Emisivita absolutně černého tělesa ε má hodnotu ε = 1 

Emisivita reálného tělesa εT, nabývá tedy hodnot εT≤1
Výpočet emisivity εT 
εT = HE/HOE 

HE intenzita vyzařování reálného tělesa udává výkon vyzářený plochou reálného tělesa do celého poloprostoru

HOE intenzita absolutně černého tělesa udává výkon vyzářený plochou černého tělesa do celého poloprostoru
Výpočet spektrální emistivity εTλ 

Jedná se o výpočet emisivity na určité vlnové délce.
εTλ = HEλ/HEOλ 

HEλ je intenzita spektrálního vyzařování

HE0λ je intenzita spektrálního vyzařování černého tělesa

## Měření emisivity
K měření emisivity je možné použít několik metod. Metoda se volí v závislosti na požadovaném výstupu [nedostupný zdroj].
- přímá metoda za vysokých teplot - měření pomocí spektrometru porovnáním s vyzařováním černého tělesa
- nepřímá metoda za pokojových teplot - zjišťování výpočtem na základě měření odrazivosti a propustnosti
- kalorimetrická metoda - měření ve vakuové komoře